# Kalouyalewa
Kalouyalewa [kaloujaleɰa] bio je fidžijski plemić, rođen na otoku Nayauu kao sin vrhovnog poglavice Naosare, koji je poznat i kao Tuivanuakula II., a preko kojeg je Kalouyalewa bio unuk slavnog Kubunavanue. Kalouyalewina majka bila je gospa Gelegeleavanua te je Kalouyalewa bio brat Buivarora i gospe Keletu.
Kalouyalewa je otišao na otok Lakebu te se tamo oženio važnim plemkinjama, od kojih je jedna bila Sivoki, koja je Kalouyalewi rodila sinove Delaivugaleija i Tongatapua, dok je Kalouyalewi Tagiamarama rodila sina Qomu. Delaivugalei se oženio Vulase.